# Heinrich Lehmann-Willenbrock
Heinrich Lehmann-Willenbrock (Bremen, 11 de diciembre de 1911-ibídem, 18 de abril de 1986) fue un comandante alemán de submarinos durante la Segunda Guerra Mundial y con posterioridad capitán del único buque alemán impulsado por energía nuclear, el NS Otto Hahn.
El autor y artista alemán Lothar-Günther Buchheim llamaba a Heinrich Lehmann-Willenbrock "el viejo" (en alemán, der Alte), personaje que se encarnó como el teniente capitán (Kapitänleutnant o comandante) del submarino alemán U 96 en sus novelas históricas El submarino (Das Boot), La fortaleza (Die Festung) y La despedida (Der Abschied).